# Algarve-Cup
Der Algarve-Frauenfußball-Cup (port.: Mundialito de Futebol Feminino, engl.: Algarve Women’s Football Cup), kurz nur Algarve-Cup, ist ein internationales Fußballturnier für Frauenfußballnationalmannschaften. Das Turnier wird seit 1994 jedes Jahr im Frühjahr an der Algarve in Portugal ausgetragen und ist neben den Olympischen Spielen und den Welt- und kontinentalen Meisterschaften eines der bedeutendsten Turniere im Frauenfußball. 2021 fand das Turnier wegen der COVID-19-Pandemie nicht statt.
Das Turnier ist ein Einladungsturnier, wobei die Partien offiziell als Freundschaftsspiele gewertet werden. Es wird von der portugiesischen FPF in Zusammenarbeit mit den Fußballverbänden aus Dänemark, Norwegen und Schweden mit Unterstützung der FIFA organisiert. Die vier Länder nahmen mit Ausnahme von 2016, als Norwegen und Schweden durch ein Olympia-Qualifikationsturnier verhindert waren, auch an allen Austragungen teil. Es nahmen alle Mannschaften, die bisher in den Top 10 der FIFA-Weltrangliste vertreten waren, mindestens einmal teil.
Die US-amerikanische Mannschaft ist mit zehn Siegen der erfolgreichste Teilnehmer. Danach folgen Norwegen und Schweden mit jeweils fünf, Deutschland mit vier sowie China mit zwei Siegen. Vierzehnmal gewannen Mannschaften der UEFA, elfmal Mannschaften der CONCACAF. Zwei Siege gingen nach Asien. Der amtierende Weltmeister nahm bis einschließlich 2015 fast immer teil und konnte sechsmal das Turnier gewinnen. 2004 und 2011 fehlte die deutsche Mannschaft, die 2002 erstmals teilnahm und seit 2016 nur einmal (2020) teilnahm. Der Weltmeister USA nahm ab 2016 nicht mehr teil. Da seit dieser Zeit viele der Topmannschaften eigene Turniere veranstalten oder an den von Topmannschaften organisierten Turnieren teilnehmen, hat die Bedeutung des Algarve-Cups abgenommen.

## Spielorte
Spielorte waren bisher Albufeira, Alvor, Faro, Ferreiras, Guia, Lagoa, Lagos, Loulé, Montechoro, Olhão, Paderne, Parchal, Portimão, Quarteira, Silves und Vila Real de Santo António.
| Faro/Loulé (Algarve-Stadion) |

| Faro (Municipal) |

| Albufeira |

| Alvor |

| Ferreiras |

| Guia |

| Lagoa |

| Lagos |

| Loulé (Municipal) |

| Olhão |

| Paderne |

| Parchal |

| Portimão |

| Quarteira |

| Silves |

| Vila Real de Santo António |

| Montechoro |

| Faro/Loulé (Algarve-Stadion) |

| Faro (Municipal) |

| Albufeira |

| Alvor |

| Ferreiras |

| Guia |

| Lagoa |

| Lagos |

| Loulé (Municipal) |

| Olhão |

| Paderne |

| Parchal |

| Portimão |

| Quarteira |

| Silves |

| Vila Real de Santo António |

| Montechoro |

## Modus
Bei der ersten Auflage 1994 spielten sechs Teams in zwei Dreier-Gruppen, von 1995 bis 2001 acht Teams in zwei Vierer-Gruppen; die Plätze 1 bis 6 bzw. 8 wurden in den Spielen der jeweils Gleichplatzierten ermittelt.
Seit 2002 nahmen zwölf Mannschaften teil und es galt bis 2014 der folgende Modus: Die acht am höchsten eingeschätzten Mannschaften bildeten die Gruppen A und B, die vier schwächeren Mannschaften die Gruppe C. Zuerst spielten die Teams in ihrer Gruppe jeder gegen jeden um die Platzierung. Dabei war zunächst die beste Punktzahl, dann der direkte Vergleich und erst danach die Tordifferenz für die Platzierung entscheidend. Danach wurde wie folgt verfahren:
- Spiel um Platz 11: Die dritt- und viertplatzierte Mannschaft der Gruppe C.
- Spiel um Platz 9: Die zweitplatzierte Mannschaft der Gruppe C gegen die schlechtere viertplatzierte Mannschaft der Gruppen A oder B.
- Spiel um Platz 7: Sieger der Gruppe C gegen die bessere viertplatzierte Mannschaft der Gruppen A oder B.
- Spiel um Platz 5: Die drittplatzierten Mannschaften der Gruppen A und B.
- Spiel um Platz 3: Die zweitplatzierten Mannschaften der Gruppen A und B.
- Endspiel: Die Sieger der Gruppen A und B spielten um den Turniersieg.

Für die Ausgabe 2015 wurde die Gruppeneinteilung geändert. Die Gruppen A, B und C waren nun etwa gleich stark besetzt. Im Finale trafen die beiden besten Gruppensieger aufeinander, im Spiel um Platz 3 der schlechteste Gruppensieger und der beste Gruppenzweite. 2017 und 2018 wurde ebenso verfahren.
2016 fand das Turnier – wie der wieder parallel stattgefundene Zypern-Cup – nur mit acht Mannschaften sowie erstmals ohne Teilnahme des Titelverteidigers statt, da gleichzeitig die Qualifikationsturniere für die Olympischen Spiele 2016 in Asien und zur Ermittlung des letzten europäischen Starters sowie der SheBelieves Cup 2016 stattfanden. Die acht Mannschaften spielten zunächst in zwei Gruppen. Die gleichplatzierten Mannschaften spielten danach um die Plätze.
2019 gab es vier Gruppen mit je drei Mannschaften, so dass jede Mannschaft nur zwei Gruppenspiele hatte und an einem Spieltag spielfrei war. Danach spielten die beiden besten Gruppensieger im Finale, der drittbeste und schlechteste Gruppensieger im Spiel um Platz 3. Analog wurden die weiteren Platzierungen ausgespielt. Es wurden zudem Regelungen für den wetterbedingten Ausfall von Spielen eingeführt, nachdem es 2018 einen Spielabbruch gab und das Finale wetterbedingt nicht stattfinden konnte. Diese Regelungen mussten 2019 aber nicht herangezogen werden.
Stand es nach der regulären Spielzeit der Platzierungsspiele unentschieden, folgte in der Vergangenheit eine Verlängerung und danach ggf. im Anschluss ein Elfmeterschießen. Seit 2008 wird keine Verlängerung mehr gespielt.

## Erstteilnahmen
Bei den 26 bislang ausgetragenen Turnieren gab es insgesamt 36 unterschiedliche Teilnehmer. Die nachfolgende Übersicht zeigt, bei welcher Austragung welches Land erstmals teilnahm (Anzahl der Teilnahmen in Klammern, Stand: 2020). Lediglich Dänemark und Portugal nahmen immer teil. Norwegen und Schweden fehlten nur 2016, da sie in dem Jahr am parallel ausgetragenen Qualifikationsturnier für die Olympischen Spiele 2016 teilnahmen.
| Jahr | Erstteilnehmer                                                                                                   | Erstteilnehmer                                                                                                   | Erstteilnehmer                                                                                                   | Erstteilnehmer                                                                                                   |
| ---- | --- | --- | --- | --- |
| 1994 | Dänemark (27) | Finnland (18) | Norwegen (26) | Portugal (27) |
|      | Schweden (26) | USA (20) | USA (20) | USA (20) |
| 1995 | Italien (5) | Niederlande (6)                                                                                                  | Niederlande (6)                                                                                                  | Niederlande (6)                                                                                                  |
| 1996 | China (23) | Island (15) | Russland (5) | Russland (5) |
| 1997 | kein erstmaliger Teilnehmer                                                                                      | kein erstmaliger Teilnehmer                                                                                      | kein erstmaliger Teilnehmer                                                                                      | kein erstmaliger Teilnehmer                                                                                      |
| 1998 | kein erstmaliger Teilnehmer                                                                                      | kein erstmaliger Teilnehmer                                                                                      | kein erstmaliger Teilnehmer                                                                                      | kein erstmaliger Teilnehmer                                                                                      |
| 1999 | Australien (3)                                                                                                   | Australien (3)                                                                                                   | Australien (3)                                                                                                   | Australien (3)                                                                                                   |
| 2000 | Kanada (8) | Kanada (8) | Kanada (8) | Kanada (8) |
| 2001 | kein erstmaliger Teilnehmer                                                                                      | kein erstmaliger Teilnehmer                                                                                      | kein erstmaliger Teilnehmer                                                                                      | kein erstmaliger Teilnehmer                                                                                      |
| 2002 | Deutschland (12)                                                                                                 | England (2) | Schottland (2)                                                                                                   | Wales (8) |
| 2003 | Frankreich (6)                                                                                                   | Griechenland (2)                                                                                                 | Irland (5) | Irland (5) |
| 2004 | Nordirland (2)                                                                                                   | Nordirland (2)                                                                                                   | Nordirland (2)                                                                                                   | Nordirland (2)                                                                                                   |
| 2005 | Mexiko (3) | Mexiko (3) | Mexiko (3) | Mexiko (3) |
| 2006 | kein erstmaliger Teilnehmer (die Slowakei wurde als Ersatz für Nordirland eingeladen, zog aber ebenfalls zurück) | kein erstmaliger Teilnehmer (die Slowakei wurde als Ersatz für Nordirland eingeladen, zog aber ebenfalls zurück) | kein erstmaliger Teilnehmer (die Slowakei wurde als Ersatz für Nordirland eingeladen, zog aber ebenfalls zurück) | kein erstmaliger Teilnehmer (die Slowakei wurde als Ersatz für Nordirland eingeladen, zog aber ebenfalls zurück) |
| 2007 | kein erstmaliger Teilnehmer                                                                                      | kein erstmaliger Teilnehmer                                                                                      | kein erstmaliger Teilnehmer                                                                                      | kein erstmaliger Teilnehmer                                                                                      |
| 2008 | Polen (3) | Polen (3) | Polen (3) | Polen (3) |
| 2009 | Österreich (3)                                                                                                   | Österreich (3)                                                                                                   | Österreich (3)                                                                                                   | Österreich (3)                                                                                                   |
| 2010 | Färöer (1) | Rumänien (2) | Rumänien (2) | Rumänien (2) |
| 2011 | Chile (1) | Japan (7) | Japan (7) | Japan (7) |
| 2012 | Ungarn (2) | Ungarn (2) | Ungarn (2) | Ungarn (2) |
| 2013 | kein erstmaliger Teilnehmer                                                                                      | kein erstmaliger Teilnehmer                                                                                      | kein erstmaliger Teilnehmer                                                                                      | kein erstmaliger Teilnehmer                                                                                      |
| 2014 | Nordkorea (1) | Nordkorea (1) | Nordkorea (1) | Nordkorea (1) |
| 2015 | Brasilien (2) | Schweiz (2) | Schweiz (2) | Schweiz (2) |
| 2016 | Belgien (2) | Neuseeland (2)                                                                                                   | Neuseeland (2)                                                                                                   | Neuseeland (2)                                                                                                   |
| 2017 | Spanien (2) | | | |
| 2018 | Südkorea (1) | | | |
| 2019 | kein erstmaliger Teilnehmer                                                                                      | kein erstmaliger Teilnehmer                                                                                      | kein erstmaliger Teilnehmer                                                                                      | kein erstmaliger Teilnehmer                                                                                      |
| 2020 | kein erstmaliger Teilnehmer                                                                                      | kein erstmaliger Teilnehmer                                                                                      | kein erstmaliger Teilnehmer                                                                                      | kein erstmaliger Teilnehmer                                                                                      |
| 2022 | kein erstmaliger Teilnehmer                                                                                      | kein erstmaliger Teilnehmer                                                                                      | kein erstmaliger Teilnehmer                                                                                      | kein erstmaliger Teilnehmer                                                                                      |

## Die Turniere im Überblick
| Jahr         | Finale               | Finale               | Finale            | Spiel um Platz drei | Spiel um Platz drei  | Spiel um Platz drei |
| Jahr         | Sieger               | Ergebnis             | 2. Platz          | 3. Platz            | Ergebnis             | 4. Platz            |
| ------------ | -------------------- | -------------------- | ----------------- | ------------------- | -------------------- | ------------------- |
| 1994 Details | Norwegen             | 1:0                  | USA*              | Schweden            | 1:0                  | Dänemark            |
| 1995 Details | Schweden             | 3:2 n. V.            | Dänemark          | Norwegen            | 3:3 n. V., 4:2 i. E. | USA*                |
| 1996 Details | Norwegen*            | 4:0                  | Schweden          | China               | 2:1                  | Dänemark            |
| 1997 Details | Norwegen*            | 1:0                  | China             | Schweden            | 0:0 n. V., 6:5 i. E. | Dänemark            |
| 1998 Details | Norwegen*            | 4:1                  | Dänemark          | USA                 | 3:1                  | Schweden            |
| 1999 Details | China                | 2:1                  | USA               | Norwegen*           | 2:2 n. V., 4:1 i. E. | Dänemark            |
| 2000 Details | USA*                 | 1:0                  | Norwegen          | China               | 1:0                  | Schweden            |
| 2001 Details | Schweden             | 3:0                  | Dänemark          | China               | 5:1                  | Kanada              |
| 2002 Details | China                | 1:0                  | Norwegen          | Schweden            | 2:1                  | Deutschland         |
| 2003 Details | USA*                 | 2:0                  | China             | Norwegen            | 1:0                  | Frankreich          |
| 2004 Details | USA                  | 4:1                  | Norwegen          | Frankreich          | 3:3 n. V., 4:3 i. E. | Italien             |
| 2005 Details | USA                  | 1:0                  | Deutschland*      | Frankreich          | 3:2                  | Schweden            |
| 2006 Details | Deutschland*         | 0:0 n. V., 4:3 i. E. | USA               | Schweden            | 1:0                  | Frankreich          |
| 2007 Details | USA                  | 2:0                  | Dänemark          | Schweden            | 3:1                  | Frankreich          |
| 2008 Details | USA                  | 2:1                  | Dänemark          | Norwegen            | 2:0                  | Deutschland*        |
| 2009 Details | Schweden             | 1:1, 4:3 i. E.       | USA               | Dänemark            | 1:0                  | Deutschland*        |
| 2010 Details | USA                  | 3:2                  | Deutschland*      | Schweden            | 2:0                  | China               |
| 2011 Details | USA                  | 4:2                  | Island            | Japan               | 2:1                  | Schweden            |
| 2012 Details | Deutschland          | 4:3                  | Japan*            | USA                 | 4:0                  | Schweden            |
| 2013 Details | USA                  | 2:0                  | Deutschland       | Norwegen            | 2:2, 5:4 i. E.       | Schweden            |
| 2014 Details | Deutschland          | 3:0                  | Japan*            | Island              | 2:1                  | Schweden            |
| 2015 Details | USA                  | 2:0                  | Frankreich        | Deutschland         | 2:1                  | Schweden            |
| 2016 Details | Kanada               | 2:1                  | Brasilien         | Island              | 1:1, 6:5 i. E.       | Neuseeland          |
| 2017 Details | Spanien              | 1:0                  | Kanada            | Dänemark            | 1:1, 4:1 i. E.       | Australien          |
| 2018 Details | Niederlande Schweden | –:–                  | –                 | Portugal            | 2:1                  | Australien          |
| 2019 Details | Norwegen             | 3:0                  | Polen             | Kanada              | 0:0, 6:5 i. E.       | Schweden            |
| 2020 Details | Deutschland          | –:–                  | Italien           | Norwegen            | 2:1                  | Neuseeland          |
| 2021         | nicht ausgetragen    | nicht ausgetragen    | nicht ausgetragen | nicht ausgetragen   | nicht ausgetragen    | nicht ausgetragen   |
| 2022 Details | Schweden             | 1:1, 6:5 i. E.       | Italien           | Norwegen            | 2:0                  | Portugal            |
| 2023         | abgesagt             | abgesagt             | abgesagt          | abgesagt            | abgesagt             | abgesagt            |

(*) Amtierender Weltmeister

## Ranglisten
| Rang | Land        | Titel | Jahr(e)                                                    | 2. | 3. | 4. |
| ---- | ----------- | ----- | ---------------------------------------------------------- | -- | -- | -- |
| 1    | USA         | 10    | 2000, 2003, 2004, 2005, 2007, 2008, 2010, 2011, 2013, 2015 | 4  | 2  | 1  |
| 2    | Norwegen    | 5     | 1994, 1996, 1997, 1998, 2019                               | 3  | 7  | /  |
| 3    | Schweden    | 5     | 1995, 2001, 2009, 2018, 2022                               | 1  | 6  | 9  |
| 4    | Deutschland | 4     | 2006, 2012, 2014, 2020                                     | 4  | 1  | 3  |
| 5    | China       | 2     | 1999, 2002                                                 | 2  | 3  | 1  |
| 6    | Kanada      | 1     | 2016                                                       | 1  | 1  | 1  |
| 7    | Niederlande | 1     | 2018                                                       | /  | /  | /  |
|      | Spanien     | 1     | 2017                                                       | /  | /  | /  |
| 9    | Dänemark    |       |                                                            | 5  | 2  | 4  |
| 10   | Japan       |       |                                                            | 2  | 1  | /  |
| 11   | Italien     |       |                                                            | 2  | /  | 1  |
| 12   | Frankreich  |       |                                                            | 1  | 2  | 3  |
| 13   | Island      |       |                                                            | 1  | 2  | /  |
| 14   | Brasilien   |       |                                                            | 1  | /  | /  |
|      | Polen       |       |                                                            | 1  | /  | /  |
| 16   | Portugal    |       |                                                            | /  | 1  | 1  |
| 17   | Australien  |       |                                                            | /  | /  | 2  |
|      | Neuseeland  |       |                                                            | /  | /  | 2  |

| Rang | Konföderation | Titel | 2. | 3. | 4. |
| ---- | ------------- | ----- | -- | -- | -- |
| 1    | UEFA 1        | 16    | 17 | 21 | 21 |
| 2    | CONCACAF      | 11    | 5  | 3  | 2  |
| 3    | AFC           | 2     | 4  | 4  | 3  |
| 4    | CONMEBOL      | /     | 1  | /  | /  |
| 5    | OFC           | /     | /  | /  | 2  |
| 6    | CAF *         | /     | /  | /  | /  |

## Teilnehmerübersicht
| Mannschaft   | 1994 | 1995 | 1996 | 1997 | 1998 | 1999 | 2000 | 2001 | 2002 | 2003 | 2004 | 2005 | 2006 | 2007 | 2008 | 2009 | 2010 | 2011 | 2012 | 2013 | 2014 | 2015 | 2016 | 2017 | 2018  | 2019 | 2020 | 2022 |
| ------------ | ---- | ---- | ---- | ---- | ---- | ---- | ---- | ---- | ---- | ---- | ---- | ---- | ---- | ---- | ---- | ---- | ---- | ---- | ---- | ---- | ---- | ---- | ---- | ---- | ----- | ---- | ---- | ---- |
| Australien   | –    | –    | –    | –    | –    | 5.   | –    | –    | –    | –    | –    | –    | –    | –    | –    | –    | –    | –    | –    | –    | –    | –    | –    | 4.   | 4.    | –    | –    | –    |
| Belgien      | –    | –    | –    | –    | –    | –    | –    | –    | –    | –    | –    | –    | –    | –    | –    | –    | –    | –    | –    | –    | –    | –    | 5.   | –    | –     | –    | 6.   | –    |
| Brasilien    | –    | –    | –    | –    | –    | –    | –    | –    | –    | –    | –    | –    | –    | –    | –    | –    | –    | –    | –    | –    | –    | 7.   | 2.   | –    | –     | –    | –    | –    |
| Chile        | –    | –    | –    | –    | –    | –    | –    | –    | –    | –    | –    | –    | –    | –    | –    | –    | –    | 11.  | –    | –    | –    | –    | –    | –    | –     | –    | –    | –    |
| China        | –    | –    | 3.   | 2.   | 5.   | 1.   | 3.   | 3.   | 1.   | 2.   | 6.   | 7.   | 6.   | 10.  | 9.   | 5.   | 4.   | 7.   | 9.   | 6.   | 5.   | 12.  | –    | 10.  | 11.   | 12.  | –    | –    |
| Dänemark     | 4.   | 2.   | 4.   | 4.   | 2.   | 4.   | 6.   | 2.   | 6.   | 9.   | 7.   | 6.   | 9.   | 2.   | 2.   | 3.   | 5.   | 6.   | 5.   | 7.   | 6.   | 6.   | 7.   | 3.   | 10.   | 6.   | 5.   | 5.   |
| Deutschland  | –    | –    | –    | –    | –    | –    | –    | –    | 4.   | –    | –    | 2.   | 1.   | 8.   | 4.   | 4.   | 2.   | –    | 1.   | 2.   | 1.   | 3.   | –    | –    | –     | –    | 1.   | –    |
| England      | –    | –    | –    | –    | –    | –    | –    | –    | 9.   | –    | –    | 8.   | –    | –    | –    | –    | –    | –    | –    | –    | –    | –    | –    | –    | –     | –    | –    | –    |
| Färöer       | –    | –    | –    | –    | –    | –    | –    | –    | –    | –    | –    | –    | –    | –    | –    | –    | 12.  | –    | –    | –    | –    | –    | –    | –    | –     | –    | –    | –    |
| Finnland     | 6.   | 5.   | 8.   | 6.   | 8.   | 8.   | 7.   | 7.   | 7.   | 6.   | 9.   | 10.  | 7.   | 6.   | 8.   | 7.   | 8.   | 10.  | –    | –    | –    | –    | –    | –    | –     | –    | –    | –    |
| Frankreich   | –    | –    | –    | –    | –    | –    | –    | –    | –    | 4.   | 3.   | 3.   | 4.   | 4.   | –    | –    | –    | –    | –    | –    | –    | 2.   | –    | –    | –     | –    | –    | –    |
| Griechenland | –    | –    | –    | –    | –    | –    | –    | –    | –    | 8.   | 11.  | –    | –    | –    | –    | –    | –    | –    | –    | –    | –    | –    | –    | –    | –     | –    | –    | –    |
| Irland       | –    | –    | –    | –    | –    | –    | –    | –    | –    | 11.  | –    | –    | 10.  | 11.  | 12.  | –    | –    | –    | 11.  | –    | –    | –    | –    | –    | –     | –    | –    | –    |
| Island       | –    | –    | 6.   | 7.   | –    | –    | –    | –    | –    | –    | –    | –    | –    | 9.   | 7.   | 6.   | 9.   | 2.   | 6.   | 9.   | 3.   | 10.  | 3.   | 9.   | 9.    | 9.   | –    | –    |
| Italien      | –    | 7.   | –    | –    | –    | –    | –    | –    | –    | –    | 4.   | –    | –    | 7.   | 6.   | –    | –    | –    | –    | –    | –    | –    | –    | –    | –     | –    | 2.   | 2.   |
| Japan        | –    | –    | –    | –    | –    | –    | –    | –    | –    | –    | –    | –    | –    | –    | –    | –    | –    | 3.   | 2.   | 5.   | 2.   | 9.   | –    | 6.   | 6.    | –    | –    | –    |
| Kanada       | –    | –    | –    | –    | –    | –    | 5.   | 4.   | 8.   | 7.   | –    | –    | –    | –    | –    | –    | –    | –    | –    | –    | –    | –    | 1.   | 2.   | 5.    | 3.   | –    | –    |
| Mexiko       | –    | –    | –    | –    | –    | –    | –    | –    | –    | –    | –    | 9.   | 8.   | –    | –    | –    | –    | –    | –    | 8.   | –    | –    | –    | –    | –     | –    | –    | –    |
| Neuseeland   | –    | –    | –    | –    | –    | –    | –    | –    | –    | –    | –    | –    | –    | –    | –    | –    | –    | –    | –    | –    | –    | –    | 4.   | –    | –     | –    | 4.   | –    |
| Niederlande  | –    | 6.   | –    | 5.   | 6.   | –    | –    | –    | –    | –    | –    | –    | –    | –    | –    | –    | –    | –    | –    | –    | –    | –    | –    | 5.   | 1.    | 11.  | –    | –    |
| Nordirland   | –    | –    | –    | –    | –    | –    | –    | –    | –    | –    | 12.  | 12.  | –    | –    | –    | –    | –    | –    | –    | –    | –    | –    | –    | –    | –     | –    | –    | –    |
| Nordkorea    | –    | –    | –    | –    | –    | –    | –    | –    | –    | –    | –    | –    | –    | –    | –    | –    | –    | –    | –    | –    | 8.   | –    | –    | –    | –     | –    | –    | –    |
| Norwegen     | 1.   | 3.   | 1.   | 1.   | 1.   | 3.   | 2.   | 5.   | 2.   | 3.   | 2.   | 5.   | 5.   | 5.   | 3.   | 9.   | 6.   | 5.   | 7.   | 3.   | 10.  | 5.   | –    | 11.  | 7./8. | 1.   | 3.   | 3.   |
| Österreich   | –    | –    | –    | –    | –    | –    | –    | –    | –    | –    | –    | –    | –    | –    | –    | 10.  | 11.  | –    | –    | –    | 11.  | –    | –    | –    | –     | –    | –    | –    |
| Polen        | –    | –    | –    | –    | –    | –    | –    | –    | –    | –    | –    | –    | –    | –    | 11.  | 11.  | –    | –    | –    | –    | –    | –    | –    | –    | –     | 2.   | –    | –    |
| Portugal     | 5.   | 8.   | 7.   | 8.   | 7.   | 7.   | 8.   | 8.   | 11.  | 10.  | 8.   | 11.  | 11.  | 12.  | 10.  | 8.   | 10.  | 9.   | 10.  | 11.  | 12.  | 11.  | 8.   | 12.  | 3.    | 10.  | 8.   | 4.   |
| Rumänien     | –    | –    | –    | –    | –    | –    | –    | –    | –    | –    | –    | –    | –    | –    | –    | –    | 7.   | 12.  | –    | –    | –    | –    | –    | –    | –     | –    | –    | –    |
| Russland     | –    | –    | 5.   | –    | –    | –    | –    | –    | –    | –    | –    | –    | –    | –    | –    | –    | –    | –    | –    | –    | 9.   | –    | 6.   | 8.   | 12.   | –    | –    | –    |
| Schottland   | –    | –    | –    | –    | –    | –    | –    | –    | 10.  | –    | –    | –    | –    | –    | –    | –    | –    | –    | –    | –    | –    | –    | –    | –    | –     | 5.   | –    | –    |
| Schweden     | 3.   | 1.   | 2.   | 3.   | 4.   | 6.   | 4.   | 1.   | 3.   | 5.   | 5.   | 4.   | 3.   | 3.   | 5.   | 1.   | 3.   | 4.   | 4.   | 4.   | 4.   | 4.   | –    | 7.   | 1.    | 4.   | 7.   | 1.   |
| Schweiz      | –    | –    | –    | –    | –    | –    | –    | –    | –    | –    | –    | –    | –    | –    | –    | –    | –    | –    | –    | –    | –    | 8.   | –    | –    | –     | 8.   | –    | –    |
| Spanien      | –    | –    | –    | –    | –    | –    | –    | –    | –    | –    | –    | –    | –    | –    | –    | –    | –    | –    | –    | –    | –    | –    | –    | 1.   | –     | 7.   | –    | –    |
| Südkorea     | –    | –    | –    | –    | –    | –    | –    | –    | –    | –    | –    | –    | –    | –    | –    | –    | –    | –    | –    | –    | –    | –    | –    | –    | 7./8. | –    | –    | –    |
| Ungarn       | –    | –    | –    | –    | –    | –    | –    | –    | –    | –    | –    | –    | –    | –    | –    | –    | –    | –    | 12.  | 10.  | –    | –    | –    | –    | –     | –    | –    | –    |
| USA          | 2.   | 4.   | –    | –    | 3.   | 2.   | 1.   | 6.   | 5.   | 1.   | 1.   | 1.   | 2.   | 1.   | 1.   | 2.   | 1.   | 1.   | 3.   | 1.   | 7.   | 1.   | –    | –    | –     | –    | –    | –    |
| Wales        | –    | –    | –    | –    | –    | –    | –    | –    | 12.  | 12.  | 10.  | –    | –    | –    | –    | 12.  | –    | 8.   | 8.   | 12.  | –    | –    | –    | –    | –     | –    | –    | –    |

## Torschützinnen
| Jahr        | Spielerin(nen)                                                                     | Tore |
| ----------- | ---------------------------------------------------------------------------------- | ---- |
| 1994        | Ann Kristin Aarønes                                                                | 5    |
| 1995        | Helle Jensen                                                                       | 6    |
| 1996        | Marianne Pettersen Malin Andersson                                                 | 5    |
| 1997        | Marianne Pettersen                                                                 | 4    |
| 1998        | Miranda Noom                                                                       | 4    |
| 1999        | Tiffeny Milbrett Jin Yan                                                           | 4    |
| 2000        | Dagny Mellgren                                                                     | 4    |
| 2001        | Hanna Ljungberg                                                                    | 6    |
| 2002        | Shannon MacMillan                                                                  | 7    |
| 2003        | Hanna Ljungberg                                                                    | 4    |
| 2004        | Abby Wambach                                                                       | 5    |
| 2005        | Christie Welsh                                                                     | 5    |
| 2006        | Cathrine Sørensen Han Duan Victoria Svensson                                       | 3    |
| 2007        | Carli Lloyd                                                                        | 4    |
| 2008        | Margrét Lára Viðarsdóttir                                                          | 6    |
| 2009        | Jayne Ludlow Kerstin Garefrekes Lotta Schelin                                      | 3    |
| 2010        | Inka Grings                                                                        | 7    |
| 2011        | Alex Morgan Carla Couto Edite Fernandes Jessica Fishlock Margrét Lára Viðarsdóttir | 3    |
| 2012        | Célia Okoyino da Mbabi                                                             | 6    |
| 2013        | Kosovare Asllani Alex Morgan                                                       | 3    |
| 2014        | Dzsenifer Marozsán                                                                 | 4    |
| 2015        | Sofia Jakobsson                                                                    | 4    |
| 2016        | Janice Cayman                                                                      | 4    |
| 2017        | Pernille Harder Kumi Yokoyama                                                      | 4    |
| 2018        | Christine Sinclair Lieke Martens Fridolina Rolfö                                   | 3    |
| 2019        | Mimmi Larsson Jennifer Hermoso                                                     | 3    |
| 2020        | Nanna Christiansen, Pernille Harder, Cristiana Girelli, Synne Jensen               | 2    |
| 2022        | Valentina Giacinti, Celin Bizet Ildhusøy                                           | 2    |
| Rekordmarke |                                                                                    |      |

| Rang | Spielerin                 | Tore |
| ---- | ------------------------- | ---- |
| 1    | Abby Wambach              | 23   |
| 2    | Carla Couto               | 19   |
| 3    | Margrét Lára Viðarsdóttir | 15   |
|      | Edite Fernandes           | 15   |
|      | Hanna Ljungberg           | 15   |
| 6    | Victoria Svensson         | 14   |
| 7    | Marianne Pettersen        | 13   |
| 8    | Christine Sinclair        | 12   |
|      | Dagny Mellgren            | 12   |
|      | Hege Riise                | 12   |
|      | Kristine Lilly            | 12   |
| 12   | Ann Kristin Aarønes       | 11   |
|      | Malin Andersson           | 11   |
|      | Shannon MacMillan         | 11   |
|      | Anja Mittag               | 11   |
| 16   | Gitte Krogh               | 10   |

## Auszeichnungen
Die Ziffer in Klammern gibt die Anzahl der Auszeichnungen ab der Zweiten an.
| Jahr | Beste Spielerin           | Beste Torhüterin   | Fairste Mannschaft |
| ---- | ------------------------- | ------------------ | ------------------ |
| 1994 | Ann Kristin Aarønes       |                    |                    |
| 1995 | Helle Jensen              | Elisabeth Leidinge | Schweden           |
| 1996 | Hege Riise                | Swetlana Petko     | Norwegen           |
| 1997 | Marianne Pettersen        | Bente Nordby       | Schweden (2)       |
| 1998 | Marianne Pettersen (2)    | Bente Nordby (2)   | USA                |
| 1999 | Tiffeny Milbrett          | Ulrika Karlsson    | Norwegen (2)       |
| 2000 | Dagny Mellgren            | Bente Nordby (3)   | Finnland           |
| 2001 | Hanna Ljungberg           | Han Wenxia         | Dänemark           |
| 2002 | Bai Jie                   | Silke Rottenberg   | Deutschland        |
| 2003 | Ying Liu                  | Astrid Johannessen | Schweden (3)       |
| 2004 | Shannon Boxx              | Sofia Lundgren     | Griechenland       |
| 2005 | Birgit Prinz              | Bente Nordby (4)   | China              |
| 2006 | Shannon Boxx (2)          | Hope Solo          | Finnland (2)       |
| 2007 | Carli Lloyd               | Caroline Jönsson   | Finnland (3)       |
| 2008 | Margrét Lára Viðarsdóttir |                    | Dänemark (2)       |
| 2009 | Hope Solo                 |                    | Deutschland (2)    |
| 2010 | Inka Grings               |                    | Deutschland (3)    |
| 2011 | Homare Sawa               |                    | Chile              |
| 2012 | Aya Miyama                |                    | Schweden (4)       |
| 2013 | Megan Rapinoe             |                    | Japan              |
| 2014 | Dzsenifer Marozsán        |                    | Japan (2)          |
| 2015 | Eugénie Le Sommer         |                    | Portugal           |
| 2016 | Kadeisha Buchanan         |                    | Dänemark (3)       |
| 2017 | Irene Paredes             |                    | Japan (3)          |
| 2018 | Cláudia Neto              |                    | Japan (4)          |
| 2019 | Caroline Graham Hansen    |                    | Schottland         |
| 2022 | Barbara Bonansea          |                    |                    |

## Trivia
- Meiste Siege als Trainerin: April Heinrichs (USA), Silvia Neid (Deutschland) und Pia Sundhage (Schweden, mit der Mannschaft der USA) – je 3
- Meiste Siege als Trainer: Even Pellerud und Per-Mathias Høgmo (beide Norwegen), Greg Ryan (USA), Peter Gerhardsson[5] (Schweden) – je 2
- Häufigste Paarung: Norwegen – USA 15 ×
- Meiste Gegner: Portugal – 30 (Portugal spielte bereits gegen alle Teilnehmer außer Belgien, Deutschland, die Schweiz, Spanien und Südkorea)
- Höchste Siege: Schweden – Finnland (1996), USA – Portugal (2000) und Deutschland – Finnland (2010) alle 7:0
- Meiste Spiele: Dänemark und Portugal (je 106), Norwegen (103) und Schweden (102[6])

Stand: 23. Februar 2022